# Keine Kameraden
Keine Kameraden. Die Wehrmacht und die sowjetischen Kriegsgefangenen, 1941–1945 (trad. Sin camaradas: la Wehrmacht y los prisioneros de guerra soviéticos, 1941-1945) es un libro del historiador alemán Christian Streit publicado por primera vez en 1978. Streit concluyó que de los 5,7 millones de soldados del Ejército Rojo tomados cautivos por la Alemania nazi, 3,3 millones murieron por «mal manejo motivado ideológicamente», hallazgos que causaron sensación en Alemania cuando se publicaron por primera vez. Fue el primer estudio importante sobre el tema, y ha sido descrito como «un hito», un «gran avance», y por Mark Edele como «el estándar de oro contra el cual las cuentas posteriores tienen que ser juzgadas». En 1980, un crítico escribió que el libro «necesita una revisión, más o menos, de todos los libros anteriores sobre la guerra ruso-alemana». El libro tuvo un gran impacto en la historiografía de la Alemania nazi y particularmente en los crímenes de guerra de la Wehrmacht, y fue seguido por otros libros que exponen la inclinación ideológica y el comportamiento criminal de la Wehrmacht.
Streit se centra en las órdenes criminales emitidas por el alto mando de la Wehrmacht antes de la invasión, pidiendo cooperación con los escuadrones de la muerte de las SS y SD, limitando la justicia militar en las áreas ocupadas, ordenando la ejecución de los comisarios capturados y ordenando a los soldados que actúen sin piedad contra judíos y bolcheviques. Compara y contrasta el esfuerzo logístico para alimentar y albergar a los prisioneros tomados durante la conquista de Europa occidental con la falta de planificación sobre cómo organizar el transporte, la comida y el refugio para los millones de prisioneros soviéticos que la Wehrmacht esperaba capturar. Streit atribuye la tasa de mortalidad masiva por inanición, agotamiento, exposición y enfermedades en 1941 a una negligencia intencional y argumenta que el tratamiento mejoró en 1942 pero solo por razones pragmáticas; se necesitaba el trabajo de los prisioneros.
Se originó como una disertación doctoral en la Universidad de Heidelberg en 1977, se publicó por primera vez en 1978 y ha pasado por varias ediciones desde entonces. A 1994, no se ha publicado una traducción al inglés.